# Flight Express
Flight Express es una aerolínea con base en Kinshasa, República Democrática del Congo. Efectúa vuelos chárter desde su base en Kinshasa.

## Historia
La aerolínea fue fundada en 2004 y es propiedad de Tepavia Trans.

## Flota
En agosto de 2006 la flota de Flight Express consistía en:
- 1 Antonov An-26[1]